# Associazione Sportiva Roma 1954-1955
Questa voce raccoglie le informazioni riguardanti l'Associazione Sportiva Roma nelle competizioni ufficiali della stagione 1954-1955.

## Stagione
Una campagna acquisti di tutto rispetto riporta la società capitolina sul podio della Serie A, come non succedeva dalla stagione scudettata. Tra gli altri, arrivano Cavazzutti dal Palermo, Boscolo e Giuliano dal Torino, Stucchi dall'Udinese, Bertuccelli dalla Juventus e Nyers dall'Inter (anche se già incamminato verso la via del tramonto della sua carriera). Il 20 marzo esordisce contro l'Inter un giovane Giacomo Losi, prelevato dalla Cremonese, futuro capitano e simbolo della Roma degli anni '60. Sulla panchina siede ancora Carver dopo il buon campionato dell'annata precedente. La squadra si posiziona terza, conquistando, dopo la retrocessione d'ufficio dell'Udinese, l'accesso alla Mitropa Cup.

## Divise
La divisa primaria è costituita da maglia rossa con colletto a V giallo, pantaloncini bianchi, calze rosse bordate di giallo; in trasferta viene usata una maglia bianca con colletto a polo, pantaloncini bianchi e calzettoni rossi bordati di giallo. Viene usata in alcune occasioni un'altra divisa nelle trasferte, costituita da maglia verde con colletto e bordi manica giallorossi, pantaloncini bianchi e calze nere con banda giallorossa orizzontale. I portieri hanno due divise, una costituita da maglia grigia con colletto a polo giallorosso, pantaloncini neri e calze rosse bordate di giallo, l'altra con maglia con colletto a girocollo giallorosso e gli stessi abbinamenti.
| Casa | Trasferta | Terza divisa | 1ª portiere | 2ª portiere |

## Organigramma societario
Di seguito l'organigramma societario.
Area direttiva
- Presidente: Renato Sacerdoti

Area tecnica
- Allenatore: Jesse Carver

## Rosa
Di seguito la rosa.
| N. |                   | Ruolo | Calciatore          |
| -- | ----------------- | ----- | ------------------- |
|    | Italia (bandiera) | P     | Luigi Albani        |
|    | Italia (bandiera) | P     | Giuseppe Moro       |
|    | Italia (bandiera) | D     | Alberto Bertuccelli |
|    | Italia (bandiera) | D     | Amos Cardarelli     |
|    | Italia (bandiera) | D     | Alberto Eliani      |
|    | Italia (bandiera) | D     | Giacomo Losi        |
|    | Italia (bandiera) | D     | Giosuè Stucchi      |
|    | Italia (bandiera) | C     | Raoul Bortoletto    |
|    | Italia (bandiera) | C     | Armando Cavazzuti   |

| N. |                     | Ruolo | Calciatore                 |
| -- | ------------------- | ----- | -------------------------- |
|    | Italia (bandiera)   | C     | Celestino Celio            |
|    | Italia (bandiera)   | C     | Luigi Giuliano             |
|    | Italia (bandiera)   | C     | Egidio Guarnacci           |
|    | Italia (bandiera)   | C     | Egisto Pandolfini          |
|    | Italia (bandiera)   | C     | Arcadio Venturi (capitano) |
|    | Italia (bandiera)   | A     | Enore Boscolo              |
|    | Italia (bandiera)   | A     | Carlo Galli                |
|    | Uruguay (bandiera)  | A     | Alcides Ghiggia            |
|    | Ungheria (bandiera) | A     | István Nyers               |

## Calciomercato
Di seguito il calciomercato.
| Acquisti | Acquisti            | Acquisti  | Acquisti              |
| R.       | Nome                | da        | Modalità              |
| -------- | ------------------- | --------- | --------------------- |
| D        | Alberto Bertuccelli | Juventus  | definitivo (23 mln £) |
| D        | Giacomo Losi        | Cremonese | definitivo (8 mln £)  |
| D        | Aldo Nardi          | Empoli    | fine prestito         |
| D        | Giosuè Stucchi      | Udinese   | definitivo            |
| C        | Armando Cavazzuti   | Palermo   | definitivo            |
| C        | Luigi Giuliano      | Torino    | definitivo (80 mln £) |
| A        | Enore Boscolo       | Torino    | definitivo            |
| A        | István Nyers        | Inter     | definitivo            |

| Cessioni | Cessioni              | Cessioni   | Cessioni   |
| R.       | Nome                  | a          | Modalità   |
| -------- | --------------------- | ---------- | ---------- |
| D        | Antonio Azimonti      | Udinese    | definitivo |
| D        | Pietro Grosso         | Torino     | definitivo |
| D        | Aldo Nardi            | Torino     | definitivo |
| D        | Armando Tre Re        | Napoli     | definitivo |
| D        | Renzo Venturi         | Pro Patria | definitivo |
| C        | Helge Bronée          | Juventus   | definitivo |
| C        | Giovanni Perissinotto | Udinese    | definitivo |
| C        | Sergio Pellegrini     | ?          | ?          |
| A        | Lorenzo Bettini       | Udinese    | definitivo |
| A        | Mario Renosto         | Novara     | definitivo |

## Risultati

### Serie A

#### Girone di andata
| Arbitro: | Jonni (Macerata) |

|                 |           |                                    |
| Arce 87’ (rig.) | Marcatori | 38’ (aut.) Pombia 85’ (rig.) Nyers |

| Arbitro: | Bonetto (Torino) |

|                                      |           |            |
| Larsen 33’ (aut.) Cardoni 65’ (aut.) | Marcatori | 78’ Frizzi |

| Arbitro: | Piemonte (Monfalcone) |

|             |           |           |
| Hofling 24’ | Marcatori | 14’ Nyers |

| Arbitro: | Marchetti (Milano) |

|                                   |           |                                                 |
| Galli 25’ Venturi 64’ Celio 90+1’ | Marcatori | 27’ Cervellati 45+3’, 47’ Pivatelli 90’ Bonafin |

| Arbitro: | Agnolin (Bassano del Grappa) |

|            |           |           |
| Hansen 34’ | Marcatori | 35’ Celio |

| Roma 24 ottobre 1954, ore 15:00 6ª giornata | Roma                  | 0 – 0 referto | Napoli | Stadio Olimpico di Roma (80.000 circa spett.)\| Arbitro: \| Piemonte (Monfalcone) \| |
| Arbitro:                                    | Piemonte (Monfalcone) |               |        |                                                                                      |

| Arbitro: | Agnolin (Bassano del Grappa) |

|             |           |                       |
| Lorenzi 19’ | Marcatori | 61’ Galli 63’ Boscolo |

| Arbitro: | Bernardi (Bologna) |

|                  |           |                    |
| Nyers 35’ (rig.) | Marcatori | 58’ (rig.) Manente |

| Arbitro: | Jonni (Macerata) |

|              |           |             |
| Bassetto 77’ | Marcatori | 45’ Venturi |

| Arbitro: | Piemonte (Monfalcone) |

|           |           |           |
| Buhtz 43’ | Marcatori | 20’ Galli |

| Arbitro: | Piemonte (Monfalcone) |

|                             |           |              |
| Bortoletto 60’ Giuliano 80’ | Marcatori | 26’ Sørensen |

| Arbitro: | Agnolin (Bassano del Grappa) |

|            |           |                |
| Buzzin 28’ | Marcatori | 24’ Cavazzutti |

| Arbitro: | Canepa (Genova) |

|                               |           |  |
| Pandolfini 26’ Bortoletto 81’ | Marcatori |  |

| Arbitro: | Lo Bello (Siracusa) |

|                  |           |             |
| Nyers 67’ (rig.) | Marcatori | 41’ Bettini |

| Arbitro: | Bernardi (Bologna) |

|            |           |             |
| Ronzon 35’ | Marcatori | 81’ Stucchi |

| Arbitro: | Jonni (Macerata) |

|                           |           |                |
| Spikofski 85’ Fusco 90+2’ | Marcatori | 61’, 82’ Nyers |

| Arbitro: | Rigato (Mestre) |

|             |           |  |
| Ghiggia 42’ | Marcatori |  |

#### Girone di ritorno
| Arbitro: | Lo Bello (Siracusa) |

|                                    |           |                                       |
| Galli 41’, 66’ Nyers 44’, 56’, 60’ | Marcatori | 27’ Marzani 48’ Renosto 65’ Eidefjall |

| Arbitro: | Piemonte (Monfalcone) |

|            |           |  |
| Frizzi 83’ | Marcatori |  |

| Arbitro: | Agnolin (Bassano del Grappa) |

|           |           |          |
| Galli 14’ | Marcatori | 5’ Orzan |

| Arbitro: | Liverani (Torino) |

|               |           |                                                |
| Pivatelli 67’ | Marcatori | 24’ Cavazzutti 29’ (rig.) Pandolfini 54’ Galli |

| Arbitro: | Agnolin (Bassano del Grappa) |

|                |           |                            |
| Cardarelli 60’ | Marcatori | 12’ Hansen 46’, 57’ Burini |

| Arbitro: | Piemonte (Monfalcone) |

|                       |           |  |
| Jeppson 39’ Golin 87’ | Marcatori |  |

| Arbitro: | Liverani (Torino) |

|                                         |           |  |
| Galli 18’ Bortoletto 26’ Pandolfini 13’ | Marcatori |  |

| Arbitro: | Agnolin (Bassano del Grappa) |

|             |           |           |
| Montico 22’ | Marcatori | 20’ Galli |

| Roma 10 aprile 1955, ore 16:00 26ª giornata | Roma            | 0 – 0 referto | Atalanta | Stadio Olimpico di Roma (40.000 circa spett.)\| Arbitro: \| Rigato (Mestre) \| |
| Arbitro:                                    | Rigato (Mestre) |               |          |                                                                                |

| Arbitro: | Guarnaschelli (Pavia) |

|                |           |  |
| Pandolfini 89’ | Marcatori |  |

| Arbitro: | Liverani (Torino) |

|  |           |                                 |
|  | Marcatori | 54’ (rig.) Pandolfini 79’ Galli |

| Arbitro: | Piemonte (Monfalcone) |

|                                        |           |                                        |
| Cavazzutti 4’ Bortoletto 45’ Celio 63’ | Marcatori | 3’, 69’ Virgili 23’ Mariani 51’ Segato |

| Trieste 8 maggio 1955, ore 16:00 30ª giornata | Triestina        | 0 – 0 referto | Roma | Stadio Comunale\| Arbitro: \| Bonetto (Torino) \| |
| Arbitro:                                      | Bonetto (Torino) |               |      |                                                   |

| Arbitro: | Lo Bello (Siracusa) |

|               |           |  |
| Selmosson 79’ | Marcatori |  |

| Arbitro: | Griggi (Brescia) |

|           |           |         |
| Nyers 61’ | Marcatori | 4’ Rosa |

| Arbitro: | Ferrari (Milano) |

|                                     |           |           |
| Pandolfini 7’ (rig.) Galli 64’, 75’ | Marcatori | 50’ Klein |

| Arbitro: | Piemonte (Monfalcone) |

|                                   |           |                                                          |
| Genovesio 54’ Olivieri 56’ (rig.) | Marcatori | 3’ Boldi 6’ Cavazzutti 50’ (rig.), 78’ Nyers 84’ Ghiggia |

### Coppa Mitropa

#### Turni preliminari
| Arbitro: | Dorogi |

|                                      |           |           |
| Krstic I 9’ Ivoš 20’, 46’ Rajkov 77’ | Marcatori | 34’ Nyers |

| Arbitro: | Seitel |

|                                  |           |                                        |
| Galli 10’, 12’, 28’ Giuliano 56’ | Marcatori | 34’ Krstic I 63’, 66’, 87’, 89’ Rajkov |

## Statistiche

### Statistiche di squadra
Di seguito le statistiche di squadra.
| Competizione  | Punti | In casa | In casa | In casa | In casa | In casa | In casa | In trasferta | In trasferta | In trasferta | In trasferta | In trasferta | In trasferta | Totale | Totale | Totale | Totale | Totale | Totale | DR  |
| Competizione  | Punti | G       | V       | N       | P       | Gf      | Gs      | G            | V            | N            | P            | Gf           | Gs           | G      | V      | N      | P      | Gf     | Gs     | DR  |
| ------------- | ----- | ------- | ------- | ------- | ------- | ------- | ------- | ------------ | ------------ | ------------ | ------------ | ------------ | ------------ | ------ | ------ | ------ | ------ | ------ | ------ | --- |
| Serie A       | 36    | 17      | 8       | 6       | 3       | 30      | 21      | 17           | 5            | 9            | 3            | 23           | 18           | 34     | 13     | 15     | 6      | 53     | 39     | +14 |
| Coppa Mitropa | -     | 1       | 0       | 0       | 1       | 4       | 5       | 1            | 0            | 0            | 1            | 1            | 4            | 2      | 0      | 0      | 2      | 5      | 9      | -4  |
| Totale        | -     | 18      | 8       | 6       | 4       | 34      | 26      | 18           | 5            | 9            | 4            | 24           | 22           | 36     | 13     | 15     | 8      | 58     | 48     | +10 |

### Andamento in campionato
| Giornata  | 1 | 2 | 3 | 4 | 5 | 6 | 7 | 8 | 9 | 10 | 11 | 12 | 13 | 14 | 15 | 16 | 17 | 18 | 19 | 20 | 21 | 22 | 23 | 24 | 25 | 26 | 27 | 28 | 29 | 30 | 31 | 32 | 33 | 34 |
| --------- | - | - | - | - | - | - | - | - | - | -- | -- | -- | -- | -- | -- | -- | -- | -- | -- | -- | -- | -- | -- | -- | -- | -- | -- | -- | -- | -- | -- | -- | -- | -- |
| Luogo     | T | C | T | C | T | C | T | C | T | T  | C  | T  | C  | C  | T  | T  | C  | C  | T  | C  | T  | C  | T  | C  | T  | C  | C  | T  | C  | T  | T  | C  | C  | T  |
| Risultato | V | V | N | P | N | N | V | N | N | N  | V  | N  | V  | N  | N  | N  | V  | V  | P  | N  | V  | P  | P  | V  | N  | N  | V  | V  | P  | N  | P  | N  | V  | V  |
| Posizione | 1 | 1 | 2 | 5 | 6 | 5 | 4 | 4 | 3 | 4  | 3  | 3  | 3  | 2  | 3  | 3  | 3  | 3  | 3  | 3  | 3  | 3  | 4  | 2  | 4  | 4  | 2  | 2  | 3  | 4  | 4  | 3  | 3  | 3  |

Legenda:

Luogo: C = Casa; T = Trasferta. Risultato: V = Vittoria; N = Pareggio; P = Sconfitta.

### Statistiche dei giocatori
Desunte dai tabellini del Corriere dello Sport
| Giocatore      | Serie A  | Serie A | Coppa Mitropa | Coppa Mitropa | Totale   | Totale |
| Giocatore      | Presenze | Reti    | Presenze      | Reti          | Presenze | Reti   |
| -------------- | -------- | ------- | ------------- | ------------- | -------- | ------ |
| L. Albani      | 6        | -10     | 0             | 0             | 6        | -10    |
| G. Moro        | 28       | -29     | 2             | -9            | 30       | -38    |
| A. Bertuccelli | 6        | 0       | 0             | 0             | 6        | 0      |
| A. Cardarelli  | 26       | 1       | 1             | 0             | 27       | 1      |
| A. Eliani      | 26       | 0       | 2             | 0             | 28       | 0      |
| G. Losi        | 8        | 0       | 0             | 0             | 8        | 0      |
| G. Stucchi     | 29       | 1       | 1             | 0             | 30       | 1      |
| R. Bortoletto  | 34       | 4       | 2             | 0             | 36       | 4      |
| A. Cavazzuti   | 17       | 4       | 1             | 0             | 18       | 4      |
| C. Celio       | 22       | 3       | 2             | 0             | 24       | 3      |
| L. Giuliano    | 28       | 1       | 2             | 1             | 30       | 2      |
| E. Guarnacci   | 1        | 0       | 1             | 0             | 2        | 0      |
| E. Pandolfini  | 25       | 6       | 0             | 0             | 25       | 6      |
| A. Venturi     | 31       | 2       | 2             | 0             | 33       | 2      |
| E. Boscolo     | 7        | 1       | 0             | 0             | 7        | 1      |
| C. Galli       | 29       | 12      | 2             | 3             | 31       | 15     |
| A. Ghiggia     | 26       | 2       | 2             | 0             | 28       | 2      |
| I. Nyers       | 25       | 11      | 2             | 1             | 27       | 12     |

### Videografia
- Manuela Romano (a cura di), La storia della A.S. Roma (10 DVD-Video), Corriere dello Sport, Rai Trade, 2006.